# Schisandra glaucescens
Schisandra glaucescens är en tvåhjärtbladig växtart som beskrevs av Friedrich Ludwig Diels. Schisandra glaucescens ingår i släktet Schisandra och familjen Schisandraceae. Inga underarter finns listade.